# Мала Америка (Зрењанин)
Мала Америка је део Зрењанина који се налази у самом центру града. Насеље је настало на речном полуострву које се формирало на реци Бегеј. Порекло имена насеља није потпуно утврђено, а најраније се помиње крајем 19. века као „Америчко насеље“ (мађ. Amerikai városrész).

## Положај
Мала Америка је била повезана са околином преко четири моста. Преграђивањем корита реке Бегеј, један мост је остао на „сувом“, тако да испод њега још од 1985. године не протиче река, што је једна од атракција Зрењанина.
Данас је Мала Америка скоро потпуно повезана копном са остатком Зрењанина. На источној страни, ближе самом градском језгру, данас се налази паркинг, док се са друге, западне стране некадашње окуке налази комплекс црпних станица које повезују Бегеј и три вештачка језера која су настала пресецањем старог тока реке.

## Историја
Некад је на простору овог острва било турско гробље и варошки мостобран, од кога је сачувана једна кула на вештачком брежуљку поред зграде Црвеног крста. Средином 19. века, тадашња управа је почела са исушивањем острва, с обзиром на то да је оно било искључиво мочварно тле. Након исушивања, почела је градња, као и трајно насељавање.

## Знаменитости
Најпознатије грађевине у Малој Америци су зграда Окружног суда, Реформатска неоготичка црква, бивши Дом Војске, зграда Хитне помоћи и Културни центар. Зграда Окружног суда је завршена 1908. године и сматрана је једним од осам чуда модерне мађарске архитектуре. Испред њега је на обали Бегеја подигнут парк-шеталиште „Чоклигет“, а између зграде Културног центра и Црвеног крста је парк звани „Планкова башта“ или „Планкертов парк“, по имену Фрање Планка, човека који је даровао своју кућу и башту грађанима на уживање. Године 1853. почело је од стране једног грађанског Друштва, преуређење запуштене "Бланкове баште", да то буде место за одмор и шетњу.
У Малој Америци постоје две средње и једна виша школа, Технички факултет Михајло Пупин (део Универзитета у Новом Саду), касарна Војске Србије, забавиште, окружни затвор и суд, студентски дом, а на само десет минута хода налазе се још четири средње, две основне школе, музичка школа, Народни музеј, Народно позориште Тоша Јовановић, Хотел Војводина и Жупанија, у којој се налазе градска, општинска и окружна управа.